# Hlásná Třebaň
Hlásná Třebaň là một làng thuộc huyện Beroun, vùng Středočeský, Cộng hòa Séc.